# Szabolcs Esztényi
Szabolcs Esztényi (* 20. Dezember 1939 in Budapest; † 29. Juni 2024) war ein polnischer Komponist, Pianist, Klavierimprovisator und Musikpädagoge ungarischer Herkunft.

## Leben und Werk
Esztényi kam dreißigjährig nach Polen und studierte an der Höheren Staatlichen Musikschule in Warschau (heute Fryderyk-Chopin-Universität für Musik) Klavier bei Margerita Trombini-Kazuro und Komposition bei Witold Rudziński. Ab 1972 unterrichtete er Klavierimprovisation an der Musikschule Fryderyk Chopin und den Musikhochschulen von Warschau und Łódź. Regelmäßig hielt er Vorträge über Kreativpädagogik und Improvisationslehre an akademischen Zentren in Białystok, Bydgoszcz, Cieszyn, Danzig, Kattowitz, Krakau, Posen und Breslau, Budapest, Debrecen und Pécs, gab Improvisationskurse für Musiklehrer und Schüler und ab 1996 Improvisationsworkshops und Meisterklassen für zeitgenössische Klaviermusik in Bystrica Kłodzka und Swidnica. Ab 1998 war er Professor an der Fryderyk-Chopin-Universität für Musik.
Esztényi war als Pianist und als Komponist an zahlreichen internationalen Musikfestivals beteiligt, darunter dem Warschauer Herbst, den Donaueschinger Musiktagen, dem Klavier-Festival in Bergamo-Brescia und den Rencontres internationales de musique contemporaine in Metz. Er spielte Uraufführungen von Werken Kazimierz Serockis (Pianophonie), Rafał Augustyns (Variationen über ein Thema von Paganini) und Paweł Szymańskis (Études) und arbeitete mit Musikern wie Jerzy Artysz, Andrzej Hiolski, Heinz Holliger, Roman Jabłoński, Jadwiga Kotnowska, Halina Łukomska, Olga Pasitschnyk, Jadwiga Rappé, Zygmunt Krauze, Jerzy Witkowski und Iwona Mironiuk zusammen.
1968 erhielt er den ersten Preis beim Ersten Nationalen Improvisationswettbewerb Polens. Für seine Verdienste um die Popularisierung der zeitgenössischen polnischen Musik erhielt er 1988 die Medaille des Polnischen Komponistenverbandes. Für seine Aufführung von Werken Tomasz Sikorskis beim Warschauer Herbst 1989 erhielt er den Orfeus, den Preis des polnischen Musikkritikerverbandes. 2017 wurde er zum Ehrendoktor der Fryderyk-Chopin-Universität für Musik ernannt.

## Werke
- Quartetto per batteria (1968)
- Concerto für Tonband und Klavier (1971)
- Znak jakości: 1, muzyka konceptualna (1972)
- Duo für zwei Klaviere (1972)
- Concertino für zwei Klaviere (1973)
- Motet für drei Rezitatoren (1973–74)
- Sześć etiud für zwei Klaviere (1979)
- Muzyka kreowana nr 1 in memoriam Andrzej Bieżan für Klavier (1987)
- Muzyka kreowana nr 3 in memoriam Tomasz Sikorski für Klavier (1989)
- Muzyka kreowana nr 4 in memoriam 1956 für Klavier und Tonband (1990)
- Muzyka kreowana nr 5 für Klavier (1995)
- Bramy ogrodu für zwei Klaviere (1999)
- Dedykacja für zwei Klaviere (2002)
- Trzy nowe etiudy für zwei Klaviere (2003)
- Muzyka do przedstawienia poetycko-literackiego O ćwierć wyżej für Klavier (2003)
- Bez tytułu für Klavier (2005)
- Toccata für zwei Klaviere (2006)
- Muzyka kreowana pamięci prof. A. Karużasa für Klavier (2007)
- Spojrzenie z oddali für Alt und zwei Klaviere (2007)